# Philipp Cella
Johann Philipp Cella (* 16. April 1790 in Weilburg; † unbekannt) war das 7. Kind von Johann Jakob Cella aus der Ehe mit Helene Buff.
Cella bekam 1830 das Patent auf einen aufblasbaren Globus.

## Leben
Allzu viel über seine Kindheit und Jugend ist nicht bekannt. Vermerkt ist allerdings, dass er als Unterleutnant mit 24 Jahren aus der bayerischen Armee ausgeschieden ist. Von seinem weiteren Leben hätte die Nachwelt kaum Notiz genommen, wäre da nicht die Sache mit dem Globus.
Philipp ging als junger Erwachsener nach England und lernte dort den aufblasbaren Globus eines George Pocock kennen. Zurück in Bayern verbesserte er diesen Globus und erhielt am 17. November 1830 ein kgl. bayerisches Druckprivileg (eine Art Copyright)  für seinen „pneumatisch-portativen Erdglobus“.  Ein Jahr später startete er in seinem eigenen Verlag in München den Verkauf.
Der Globus aus englischen Seidenpapier hatte einen Durchmesser von ca. 115 cm und war an der Südpolöffnung mit einer Schweinsblase nebst Zug und Ventil versehen. Auch ein Blasebalg „zum Auftreiben“ wurde mitgeliefert. Der Cella-Globus hatte mehr Text mit Erklärungen und Fundberichten als der Pocock-Globus. Unaufgeblasen, in Falten gelegt, konnte er auch als Atlas verwendet werden.
Wie groß der Absatz war, lässt sich nicht feststellen. Mit 20 Florentinern war er nicht gerade billig. Cella hält den Preis aber für „wohlfeil, im Vergleich mit den bisher enorm hohen Preisen selbst der kleinsten gewöhnlichen Erdkugeln“. Bis dahin existierten fast nur schwere hölzerne Globen.
Artikel über seinen Globus erschienen in vielen Zeitungsblättern der damaligen Zeit. Die Meinungen gingen dabei auseinander: Während die einen von der „Eleganz, Richtigkeit und dem Ausdruck der Zeichnung“ schwärmten, gar von einem „wahren Pracht- und Kunstproduct“ schrieben, galt er für andere lediglich als ein „Spielwerk, allenfalls brauchbar, um den Effect einer Weihnachtsstube zu erhöhen“.
Für die Feinarbeiten am Globus war ein „militärisch-topographisches Bureau“ in München zuständig. Nicht verwunderlich also, dass Militärzeitschriften damals die Verbreitung dieser so „nützlichen, jeder Garnisons- und Regimentsbibliothek zierenden Erfindung“  empfahlen. Andere wünschten sich, dass er in allen öffentlichen Schulen angeschafft werden müsste.
Philipp Cella zog etwa 1833 nach Wien um. Dort erhielt er am 4. April 1833 von der kaiserlich-königlichen Hofkammer ein Privileg für die Weiterentwicklung seines Globus. Er hatte ein Metallventil eingesetzt, um die Luft dauerhafter zu halten und den Globus mit einer Firnisschicht überzogen. Die große Anerkennung und vermutlich auch ein größerer Absatz blieben ihm wohl versagt. Bei einer „Gewerbsprodukten-Ausstellung“ im Jahr 1835 konnte er keine Medaille erringen. Ihm blieb nur eine „ehrenvolle Erwähnung“. Über seinen weiteren Lebensweg ist nichts bekannt. Auch über seinen Todeszeitpunkt fehlen die Angaben.
Der Globus von Philipp Cella findet sich heute als Exponat der Zeitgeschichte in so mancher Bibliothek auf der ganzen Welt.